# Gropius-Zimmer
Das Gropius-Zimmer, auch Direktorenzimmer genannt, ist ein Innenraum in der Bauhaus-Universität Weimar, der von 1923 bis 1925 als Direktorenzimmer von Walter Gropius am Staatlichen Bauhaus diente. Der Raum ist als „Gesamtkunstwerk“ für die Bauhausausstellung von 1923 entworfen worden; heute ist er eine Rekonstruktion von 1999.

## Beschreibung
Der Raum befindet sich im ersten Stockwerk des Universitätsgebäudes und hat eine Würfelform mit einer Kantenlänge von fünf Metern. Der Kubus wurde in einem ursprünglich rechteckigen Raum eingerichtet, von dem er durch eine Zwischenwand abgetrennt wurde. Innerhalb des Würfels gibt es einen gedachten Kubus von 3,15 Meter Kantenlänge, der durch einen quadratischen Teppich, eine Wandbespannung an der Eingangstür und die Anordnung der Möbel gebildet wird. Er ist in der Höhe durch eine Leuchtenkonstruktion mit stabförmigen Soffittenlampen als damals expressiv geltendem Gestaltungselement gekennzeichnet. Dieser gedachte Würfel im Würfel dient als Ruhezone. Das Würfelprinzip setzt sich in den Möbeln fort. Funktionell besteht der Raum aus drei Bereichen. Dies sind der Eingangsbereich mit Mäanderregalen, der Kommunikationsbereich mit Sitzmöbeln und der Arbeitsplatz des Direktors mit einem Schreibtisch und einem Regal.

## Geschichte
Der Raum entstand für die Bauhausausstellung von 1923, bei der Walter Gropius die Umsetzung eines Raumkonzeptes präsentieren wollte. Gropius ursprüngliches Vorhaben, das Raumkonzept in den Ausstellungsräumen im Weimarer Stadtschloss umzusetzen, ließ sich nicht realisieren. Die Möglichkeit zur Umsetzung bot sich ihm im östlichen Flügel des Hauptgebäudes der Bauhausschule. Die Ausführung des Raums übernahmen Meister und Schüler aus verschiedenen Bauhaus-Werkstätten. Den Teppich und den Wandbehang gestaltete die Weberei, wobei der Teppich von der Bauhausschülerin Benita Otte stammte. Die farbliche Gestaltung der Wände übernahm die Wandmalerei-Werkstatt, die Möbel stellte die Tischlerei her.
Nach dem Weggang des Bauhauses nach Dessau 1925 blieb der Raum über Jahrzehnte vergessen. Im Zuge der Sanierung ihres Hauptgebäudes rekonstruierte die Bauhaus-Universität Weimar das ehemalige Direktorenzimmer 1999 originalgetreu. Dies war ein Beitrag zum 80-jährigen Jubiläum des Bauhauses und ebenso zum europäischen Kulturstadtjahr 1999 in Weimar.

### Gropius-Zimmer-Pavillon

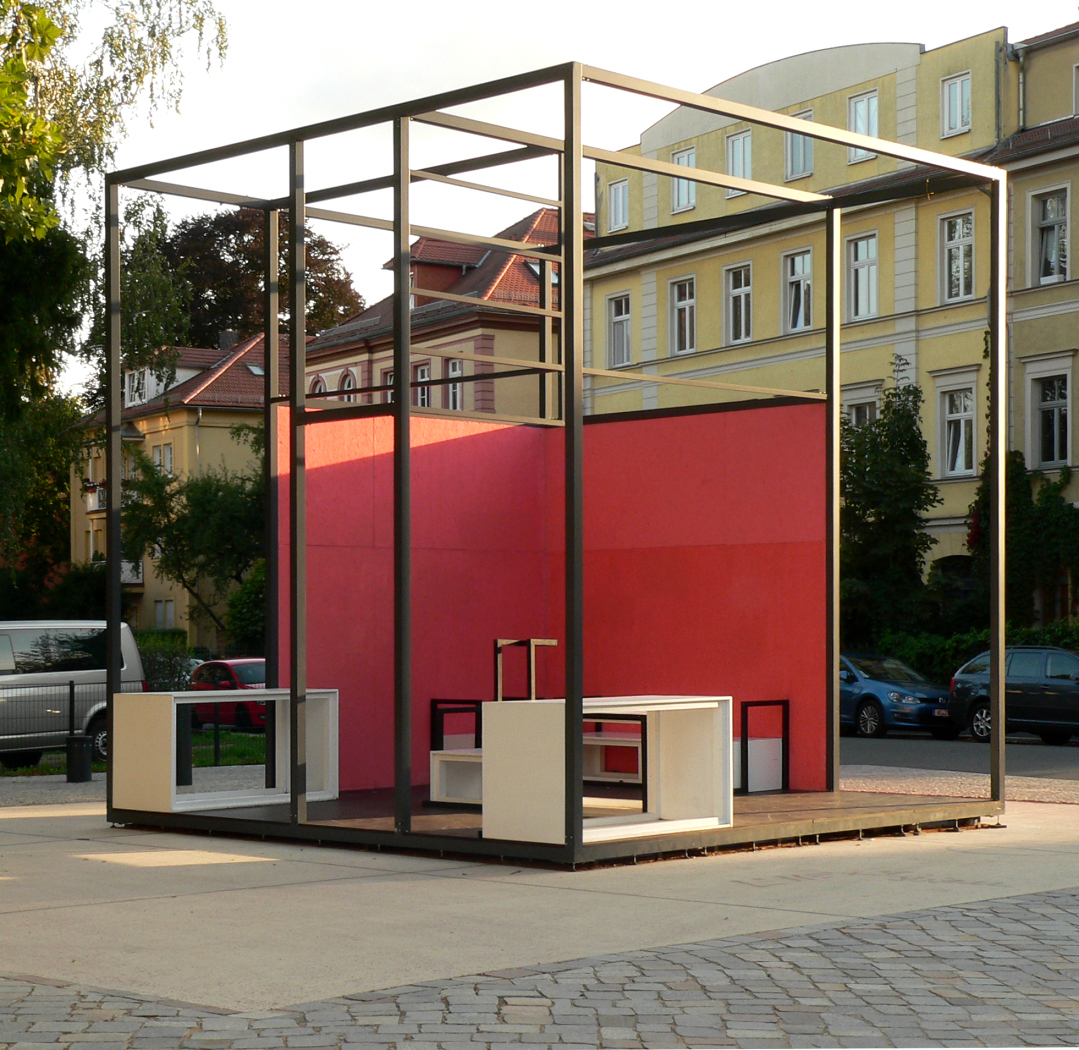
Gropius-Zimmer-Pavillon

Zum 100-jährigen Jubiläum des Bauhauses im Jahr 2019 schuf die Fakultät Architektur und Urbanistik der Bauhaus-Universität Weimar den Gropius-Zimmer-Pavillon, der sich im Freien vor dem Hauptgebäude befindet. Der Pavillon ist ein aus Stahlprofilen gebildetes offenes Gerüst, das analog zum Gropius-Zimmer einen Würfel von fünf Meter Kantenlänge bildet. Im Inneren der frei zugänglichen Konstruktion befinden sich einzelne angedeutete Möbel. Laut einer Beschreibung sei der Pavillon das konzeptionelle Abstrakt des Direktorenzimmers als Herzstück des historischen Bauhauses.

## Bedeutung
Das Gropius-Zimmer gilt als die erste gesamtheitliche Raumkomposition der Moderne. Es entstand am Ende der ersten Phase des jungen Bauhauses, die vom Expressionismus gekennzeichnet war. In dieser Zeit war der Übergang zum konstruktivistischen und funktional bestimmten Gestalten bereits erkennbar. Walter Gropius als Bauhausdirektor trieb diese Richtungsänderung maßgeblich voran. Beim Gropius-Zimmer ging es ihm um die Erprobung des stofflichen, künstlerischen und mathematischen Raums. Der Raum gilt auch als Beispiel für Bauhaus-Arbeiten am Ende der Weimarer Ära, die noch vom Ideal des Handwerks gekennzeichnet war.